# 溫州市域鐵路S3線
溫州市域鐵路S3線是位於浙江省溫州市境內的一條市域鐵路線路，为温州轨道交通的一部分。S3线全长89.55公里，设站点25个，平均站间距3.73公里。2023年3月27日正式开工，预计于2027年下半年开通。

## 线路规划
S3线为南北走向，线路北起于铁路永嘉站，向南经温州市中心城区、瑞安、平阳鳌江、龙港至苍南灵溪南部。
S3线一期工程起于温州市鹿城区温州火车站站前广场，以地下线形式一路向南下穿温州火车站后，向西拐入既有温瑞大道，之后与温瑞快速路一起沿温瑞大道路中共建，继续向南穿瓯海大道至温州中学附近逐渐由地下转至地上高架，于帆海西路南侧与温瑞快速路分离，后沿温瑞大道东侧向南上跨规划南环线、高速温州南互通、金丽温高速及规划金丽温高速东延线、甬台温高速，后以隧道形式依次穿过肩牛山和岩窝儿山至仙岩，后继续向东南行进隧道穿过莲花山、后向西南拐入温瑞大道路中共建高架敷设，至人民路南侧设人民路站与S2站台换乘，后向南公铁合建跨越飞云江，过江后于56省道南侧设新城广场站，站后车档即为S3线一期工程方案研究终点。线路全长33.047公里，其中地下线长3.03公里、高架线长25.97公里，地面线（含山岭隧道）2.55公里，桥隧比为99.5%。全线近期设置车站12座，其中地下站2座，其余均为高架站。

## 车站列表
| 阶段名称 | 快车停靠 | 正式站名   | 工程名   | 换乘线路 | 所在地 | 启用时间     | 车站形式 | 站台形式 | 车站等级 |
| -------- | -------- | ---------- | -------- | -------- | ------ | ------------ | -------- | -------- | -------- |
| 二期北段 | ●        | 温州火车站 | 温州站   | █ S1线   | 鹿城区 | 预计2028年底 | 地下     | 双岛式   | 普通站   |
| 一期     | ｜       | 梧田       | 梧田广场 | 不适用   | 瓯海区 | 预计2027年底 | 地下     | 岛式     | 普通站   |
| 一期     | ●        | 温州中学   | 温州中学 | 不适用   | 瓯海区 | 预计2027年底 | 高架     | 侧式     | 普通站   |
| 一期     | ｜       | 南白象     | 上蔡     | 不适用   | 瓯海区 | 预计2027年底 | 高架     | 侧式     | 普通站   |
| 一期     | ｜       | 鹅湖       | 南白象   | 不适用   | 瓯海区 | 预计2027年底 | 高架     | 双岛式   | 越行站   |
| 一期     | ｜       | 茶山       | 温州乐园 | 不适用   | 瓯海区 | 预计2028年底 | 高架     | 侧式     | 普通站   |
| 一期     | ●        | 仙岩       | 仙岩     | 不适用   | 瓯海区 | 预计2027年底 | 高架     | 侧式     | 普通站   |
| 一期     | ●        | 罗凤       | 罗凤     | 不适用   | 瑞安市 | 预计2027年底 | 高架     | 侧式     | 普通站   |
| 一期     | ｜       | 塘下       | 塘下     | 不适用   | 瑞安市 | 预计2027年底 | 高架     | 侧式     | 普通站   |
| 一期     | ｜       | 瑞祥       | 莘塍     | 不适用   | 瑞安市 | 预计2027年底 | 高架     | 侧式     | 越行站   |
| 一期     | ｜       | 明镜公园   | 万松路   | 不适用   | 瑞安市 | 预计2027年底 | 高架     | 侧式     | 普通站   |
| 一期     | ●        | 东山       | 人民路   | █ S2线   | 瑞安市 | 预计2027年底 | 高架     | 一岛两侧 | 普通站   |
| 一期     | ｜       | 飞云       | 新城广场 | 不适用   | 瑞安市 | 预计2027年底 | 高架     | 侧式     | 普通站   |
| 二期南段 | ●        | 万全       | 不适用   | 不适用   | 未知   | 预计2030年底 | 高架     | 岛式     | 普通站   |
| 二期南段 | ｜       | 昆阳       | 不适用   | 不适用   | 未知   | 预计2030年底 | 高架     | 侧式     | 普通站   |
| 二期南段 | ｜       | 坡南       | 不适用   | 不适用   | 未知   | 预计2030年底 | 高架     | 侧式     | 越行站   |
| 二期南段 | ｜       | 鳌江       | 不适用   | 不适用   | 未知   | 预计2030年底 | 高架     | 侧式     | 普通站   |
| 二期南段 | ●        | 滨江       | 不适用   | 不适用   | 未知   | 预计2030年底 | 高架     | 侧式     | 普通站   |
| 二期南段 | ●        | 龙港       | 不适用   | 不适用   | 未知   | 预计2030年底 | 高架     | 侧式     | 普通站   |
| 二期南段 | ｜       | 龙港新城   | 不适用   | 不适用   | 未知   | 预计2030年底 | 高架     | 侧式     | 普通站   |
| 二期南段 | ｜       | 临港       | 不适用   | 不适用   | 未知   | 预计2030年底 | 高架     | 侧式     | 越行站   |
| 二期南段 | ｜       | 宜山镇     | 不适用   | 不适用   | 未知   | 预计2030年底 | 高架     | 侧式     | 普通站   |
| 二期南段 | ●        | 灵溪东     | 不适用   | 不适用   | 未知   | 预计2030年底 | 高架     | 侧式     | 普通站   |
| 二期南段 | ｜       | 灵溪       | 不适用   | 不适用   | 未知   | 预计2030年底 | 高架     | 侧式     | 普通站   |
| 二期南段 | ●        | 灵溪西     | 不适用   | 不适用   | 未知   | 预计2030年底 | 高架     | 岛式     | 普通站   |
| 注释     |          |            |          |          |        |              |          |          |          |
| 1. 2.    |          |            |          |          |        |              |          |          |          |

## 大事记
截至2020年，温州市域铁路S3所在的温瑞大道快速路已进行管线迁改，2020年12月将正式开建主体工程，温瑞大道有2.8公里长的路段将与市域铁路S3线共线。2022年11月17日，《温州市域铁路S3线一期工程环境影响报告书》正式发布。
2023年3月27日上午，温州市域铁路S3线一期工程正式开工建设。